# エリトリア鉄道R442形蒸気機関車

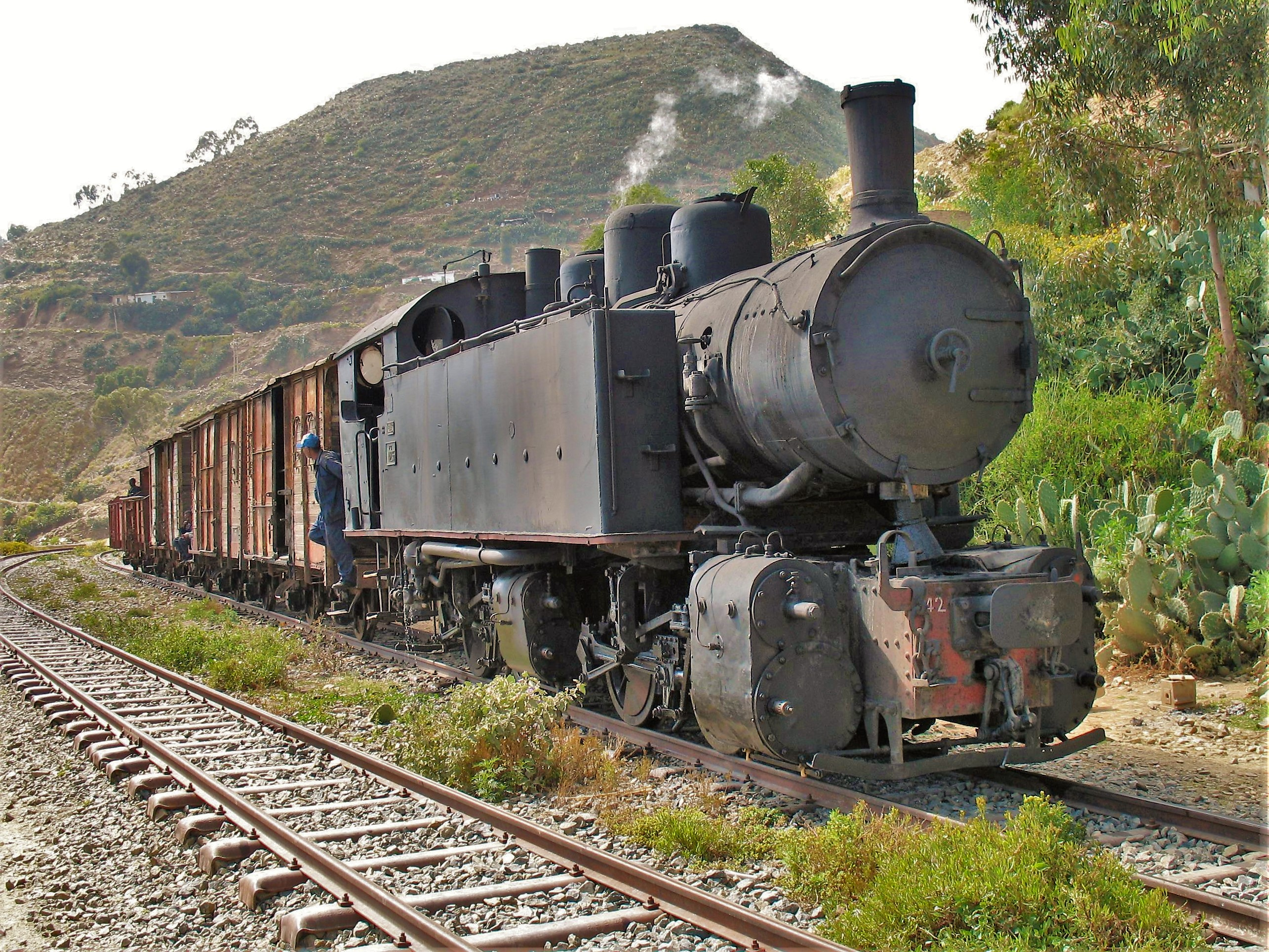
現存している442形のうち1機、2006年

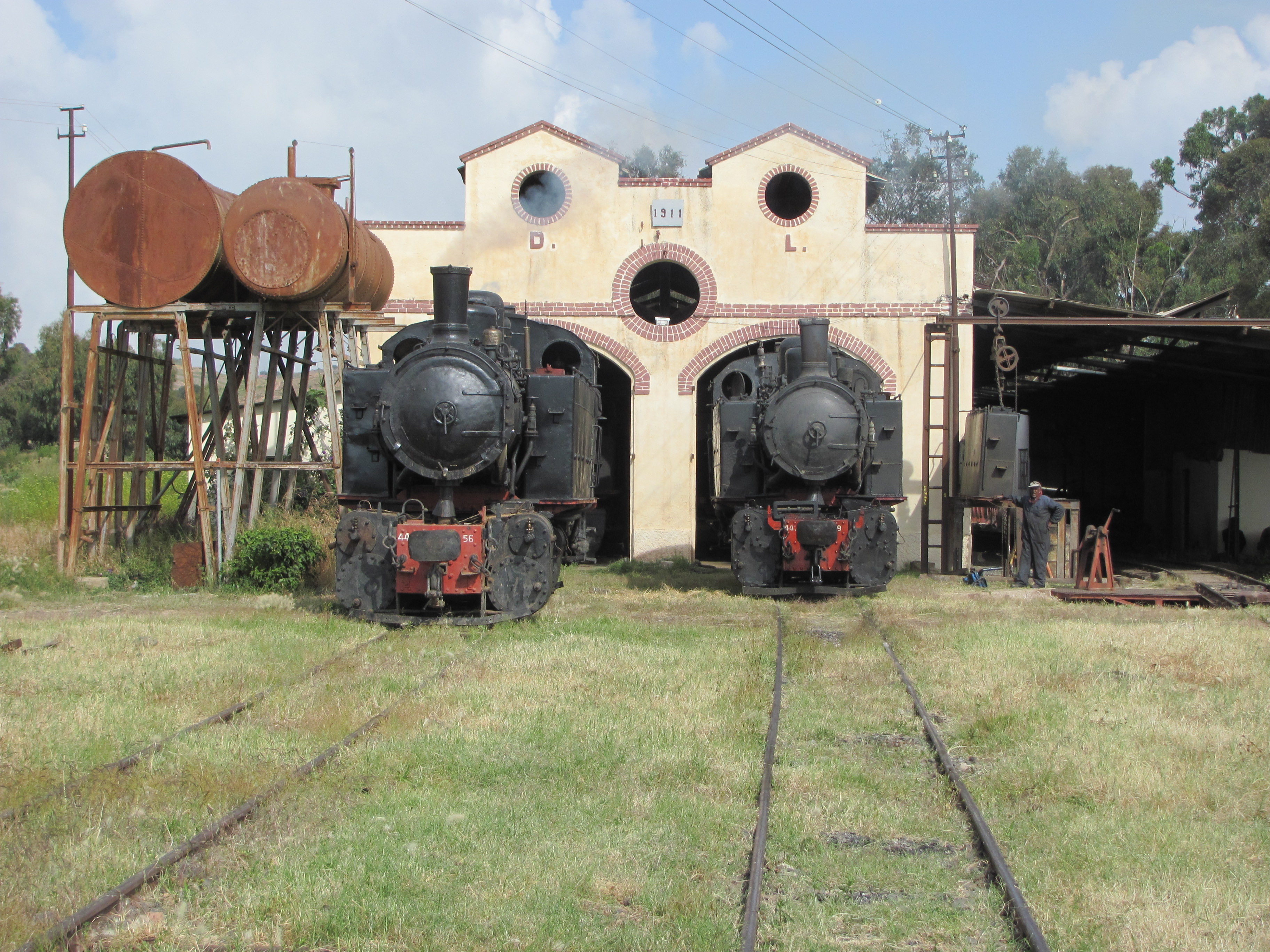
アスマラの機関庫に留置される442.56号機と442.59号機、2011年

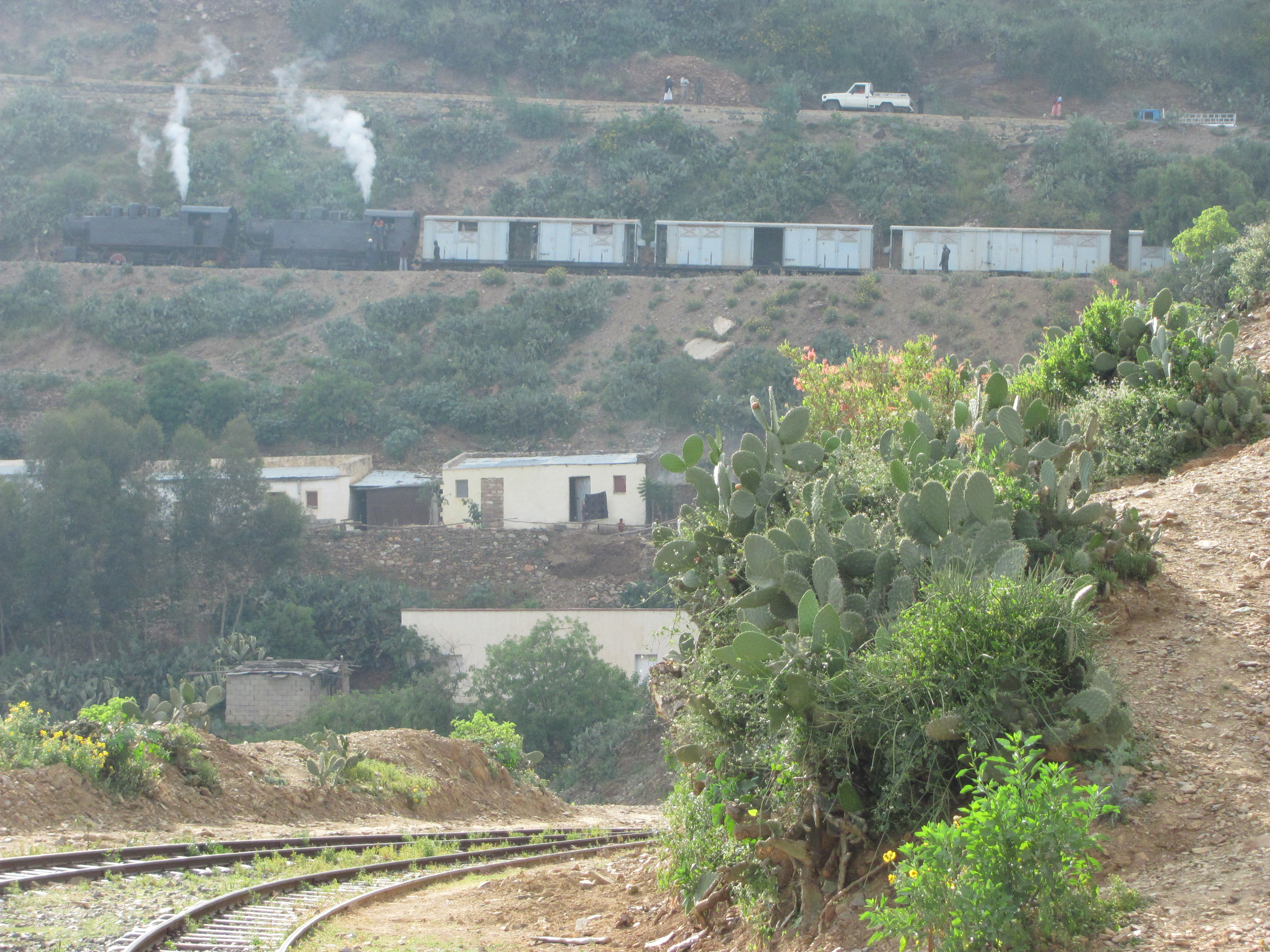
R442形の重連で勾配を上る撮影用貨物列車（現在では一般の営業運転は行われていない）、2011年

エリトリア鉄道R442形蒸気機関車（エリトリアてつどうR442がたじょうききかんしゃ）はエリトリアの通称エリトリア鉄道で使用されているマレー式蒸気機関車である。

## 概要
アフリカ大陸東部の紅海に面する、現在エリトリアとなっている地域は1930年代にはイタリア王国（現在のイタリア）の植民地であり、エリトリアもしくはイタリア領東アフリカとなっていた。エリトリアでは紅海沿岸の港湾都市であるマッサワから建設が始まり、現在では首都となっているアスマラを経由して内陸のスーダン国境方面のビシアまでの鉄道が1887年から1932年にかけて敷設されていた。軌間はマッサワ近隣のみの路線であった当時は750mmであったが、後にイタリアの狭軌鉄道標準の950mmとなっており、全長351km、標高2-2394mの山岳路線であった。
この路線では、開業以降イタリア製の蒸気機関車を主な機材として運行がされており、イタリア国鉄のものと同型で、その後イタリア国鉄からの機体も編入されたR440形や、その増備型のR441形などのマレー式蒸気機関車が主力となっており、これらの機体が貨車もしくは客車を牽引していた。これらのマレー式機関車は、1907年に導入されたバイエルン王国（現在のドイツ）のマッファイ製の8-10号機（後の440.025-027号機）をベースとし、これをイタリア国内で量産して1912-16年、36年に計23機が導入された機体がR440形、若干の拡大と単式マレー化をして1933-36年に計16機が導入された機体がR441形であった。さらに、1935-37年にイタリアのフィアットで製造された狭軌・勾配線区用2機関搭載型リットリナのA60号機からA70号機まで計11機を導入して旅客列車の高速化を図っていた。しかしながら、同鉄道では更なる輸送力の増強を図ることとなり、1938年にR442.53号機からR442.60号機までの8機を導入した機体が本項で述べるR442形であり、翌1939年には称号改正により、イタリア国鉄で狭軌用を表す「R」を省略して442形となり、その後1963年には441.110号機を予備部品を使用して複式マレー式とした、もしくはR440形とR442形の廃車体と予備部品を使用したとされる442.61号機が編入されている。
R442形はR441形をさらに拡大したものであるが、単式マレーであったR441形は高出力であったもののボイラー容量が不足していたため、R442形では欧州では標準的であった複式マレーに戻され、また、R441形の一部機体で採用されていたポペットバルブ使用のカプロッティ式弁装置も本形式では採用されず、ワルシャート式弁装置となっているなど、一般的な構成の機体となっているが、R441形では一部のみ過熱式であったものが、R442形では全機が過熱式となっている。また、製造メーカーについてもR441形のSAOMIからR440形と同じアンサルドに戻っている。各機体の製造時の形式機番、製造所、アンサルド製番、製造年、1939年称号改正後の形式機番は以下の通り。
| 形式機番 （1939年以前） | 製造所         | 製番 | 製造年 | 形式機番 （1939年以降） | 備考           |
| ----------------------- | -------------- | ---- | ------ | ----------------------- | -------------- |
| R442.53                 | Ansard         | 1363 | 1938年 | 442.53                  |                |
| R442.54                 | Ansard         | 1364 | 1938年 | 442.54                  |                |
| R442.55                 | Ansard         | 1365 | 1938年 | 442.55                  |                |
| R442.56                 | Ansard         | 1366 | 1938年 | 442.56                  |                |
| R442.57                 | Ansard         | 1367 | 1938年 | 442.57                  |                |
| R442.58                 | Ansard         | 1368 | 1938年 | 442.58                  |                |
| R442.59                 | Ansard         | 1369 | 1938年 | 442.59                  |                |
| R442.60                 | Ansard         | 1370 | 1938年 | 442.60                  |                |
| -                       | アスマラ機関区 | -    | 1963年 | 442.61                  | 予備部品を組立 |

## 仕様

### 概要
- 走行装置は前後2組の4シリンダ複式で前後それぞれ車軸配置B'となっており、一般的なマレー式蒸気機関車と同様に、後位側の走行装置が高圧シリンダ、前位側のシリンダが低圧シリンダとなっており、弁装置は前後いずれもピストンバルブを使用したワルシャート式となっている。
- 台枠は鋼板製で内側台枠式の板台枠、動輪は直径900mmのスポーク車輪で車軸配置をB'B'として、後位側2軸の台枠を主台枠としてボイラー、運転台等をこの上に設置し、前位側の2軸を左右に可動する前台枠として主台枠前端部に設けたピボットで連結して牽引力は前後台枠間で伝達されているほか、ボイラー前部の荷重を前台枠上部の荷重受で受けている。
- ボイラーは蒸気圧力14kg/cm2、煙管長4200mmの過熱蒸気式のもので、ボイラー中央に蒸気溜が、その前後に砂箱が設置されてそれぞれ前後の走行装置に砂撒管が設置されている。
- 連結器はねじ式連結器で、中央に緩衝器を、その下にフックとリングを備えている。炭庫は運転室後部に設置されているが、R440形やR441形と異なり、運転室屋根が後方へ延長されて室内に炭庫が設置されるほうしきとなっているほか、水タンクはサイドタンク式で水積載容量は6m3、ブレーキ装置は手ブレーキ及び真空ブレーキが装備されている。
- このほか、煙突は細長い形状のパイプ煙突で、煙室扉や運転室なども装飾的要素のないこの時期のイタリア製蒸気機関車標準のシンプルなデザインで、R440形、R441形を踏襲したものとなっており、機関車正面にはデッキ上左右、後部は妻面の下部左右の各2箇所に丸型の引掛式オイル ランプが前照灯として使用時のみ設置されている。

### 主要諸元
- 軌間：950mm
- 方式：4シリンダ複式、過熱蒸気式タンク機関車
- 車軸・シリンダ配置：B'B'h4vt
- 最大寸法：全長9650mm、全高3600mm
- 機関車全軸距：4900mm
- 固定軸距：1400mm
- 動輪径：900mm
- 運転整備重量：48.2t[9]
- ボイラー
  - 煙管長：4200mm
  - 使用圧力：14kg/cm2[10]
  - 火格子面積：1.80m2
  - 全伝熱面積：90.40m2
  - 過熱面積：41m2[11]
- 駆動装置
  - シリンダ径×行程：485mm×500mm（低圧）、330mm×500mm（高圧）
  - 弁装置：ワルシャート式
- 性能
  - 出力：210kW
  - 牽引力：112kN[12]
  - 牽引トン数：90t（35パーミル）
  - 最高速度：35km/h
- 水搭載量：6m3
- ブレーキ装置：手ブレーキ、真空ブレーキ

## 運行

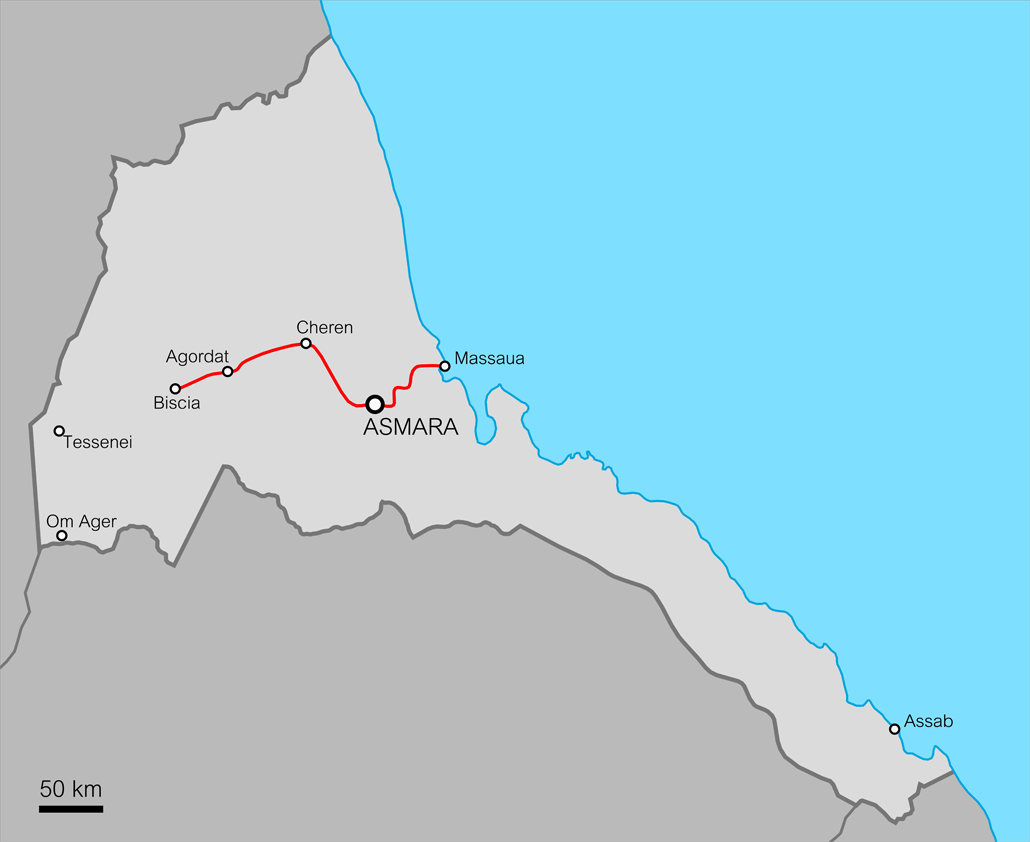
エリトリア鉄道の路線図、最も路線が長かった時期のもの

- エリトリア鉄道はマッサワ - ビアスカ間は全長351km[13]で最急勾配35パーミル、標高2ｍ（起点）-2394m（115km地点）の一部山岳路線であり、紅海沿岸の港湾都市マッサワからギンダ（88.8km地点、標高698m）、ネファジット（93.9km地点、標高1671m）を経由して高原地帯にある首都のアスマラ（117.6km地点、標高2342m）までを登り、その後スーダン国境方面へエリトリア第2の都市ケレン（223.9km地点、標高1390m）、バルカ川岸のアゴルダト（310.4km地点、標高650m）などを経由してビアスカ（343.0km地点、標高715m）までが開業した路線であり、引続き建設工事が行われて国境を越えてスーダン国内のカッサラまで至る予定であった。なお、アゴルダト - ビアスカ間31kmは1942年に廃止となっており、その後はマッサワ - アスマラ - アゴルダト間の運行となっている。
- 本系列は全線で主力として運行されており、重量のある貨物列車では重連での運用もされ、蒸気機関車牽引の列車ではマッサワ - アスマラ間を約6時間で運行していた。客車については2軸もしくは2軸ボギー式の1-3等の座席車が中心であったが、その他食堂車、寝台車、サロン車が用意されていたほか、寝室・居室・書斎とシャワー室・トイレを持つ2軸ボギー車に、供食用厨房と給電用発電機を装備した2軸の職用車を連結した特別車も存在していた。
- その後エリトリアは1940年代にイギリス保護領、その後1950年代にエチオピア・エリトリア連邦となり、1960年代にはエリトリア独立戦争が起こるなど、さまざまな出来事があり、これに伴い本形式は1947年および1954年時点では全機が稼働していたが、1966年には8機、1978年には5機のみが残存していたとの記録があり、詳細は不明である。エリトリア鉄道は戦禍により1975年頃に運行を停止しているが、その後1993年のエリトリア独立後の1994年には鉄道を復旧することとなり、1997年から2003年にかけてマッサワ - アスマラ間117.6kmの鉄道が順次再開された。しかしながら定期運行はされておらず、ツアー客によるチャーター列車の運行を中心とした観光鉄道として運行されており、7機の蒸気機関車、1機のディーゼル機関車、客車、貨車と気動車2機が運行されている。
- なお、残存している4機の442形のは以下の通りとなっているが、442.55号機には製造時の製番1355ではなく、製番1370の製造銘板が取付けられている。
  - 442.54
  - 442.55
  - 442.56
  - 442.59

## モガディシオ・ヴィラブルッチ鉄道R442形
- 1930年代にはイタリア領ソマリランドもしくはイタリア領東アフリカであった現在のソマリアのモガディシオ（現モガディシュ）からシェベリ川沿いにヴィラブルッチ至り、さらに延長されることが計画されていたモガディシオ・ヴィラブルッチ鉄道[14]は、1914年から1941年にかけて順次開業した950mm軌間の鉄道で、主に農作物を輸送していた。
- 同鉄道ではエリトリア鉄道同様に主にイタリア製の機材で運行されており、R202形やR440形とともにR442形も運行されていたが、第二次世界大戦後の同鉄道がイギリス軍によって破壊されたことに伴い廃車となっている。
- なお、1942年頃にはイタリアのTIBB[15]製電気式ディーゼル機関車が同鉄道からエリトリア鉄道に移動しており、当初は電気式ディーゼル機関車として、後に移動発電車として使用され、現在でも廃車体が残存している。